# Luke Evans
Luke George Evans (sinh ngày 15 tháng 4 năm 1979) là một nam diễn viên người Welsh. 

## Thời thơ ấu
Luke Evans sinh vào Chủ nhật Phục Sinh năm 1979, tại Pontypool, và lớn lên tại Aberbargoed, một thị trấn nhỏ ở Thung lũng Rhymney, xứ Wales. Anh là con trai duy nhất của Yvonne và David Evans. Luke Evans được nuôi dạy như một người theo Nhân chứng Giê-hô-va, nhưng anh đã rời bỏ giáo phái này năm 16 tuổi, anh cũng bỏ học trong cùng một năm.
Ở tuổi 17, anh chuyển đến Cardiff, để học với Louise Ryan, một giáo viên thanh nhạc nổi tiếng. Năm 1997, anh giành được học bổng của London Studio Centre, sau đó là Kings Cross, London. Anh tốt nghiệp năm 2000.

## Sự nghiệp
Từ năm 2000 đến năm 2008, Luke Evans tham gia trong nhiều vở kịch của West End ở London, bao gồm La Cava, Taboo, Rent, Miss Saigon, Avenue Q, cũng như một số chương trình tại London và tại Liên hoan Edinburgh.
Trong năm 2008, Evans đóng vai chính Vincent trong vở kịch Small Change được viết và đạo diễn bởi Peter Gill tại nhà hát Donmar Warehouse. Vai diễn này nhận được sự khen ngợi từ các đạo diễn cũng như các nhà tuyển trạch Mỹ, và anh cũng được đề cử giải Evening Standard Award cho nghệ sỹ mới xuất sắc nhất. Cùng năm đó, anh đóng vai Yves Montand trong vở thứ hai Piaf tại Donmar Warehouse.
Evans có lần thử vai điện ảnh đầu tiên ở độ tuổi 30. Trong năm 2009, anh đóng bộ phim đầu tiên của mình, vai thần Apollo Hy Lạp trong phiên bản remake năm 2010 Clash of the Titans. Cũng năm 2010, anh xuất hiện với vai Clive trong phim Sex & Drugs & Rock & Roll của đạo diễn Matt Whitecross; vai cảnh sát trưởng Nottingham trong Robin Hood cùng với Matthew Macfadyen; vai anh chàng siêng năng và tốt bụng Andy trong bộ phim Tamara Drewe của đạo diễn Stephen Frears, dựa trên truyện tranh của Posy Simmond. Evans tiếp tục đóng vai DI Craig Stokes trong Blitz (2011), bộ phim chuyển thể từ tiểu thuyết cùng tên của Ken Bruen, trong đó anh đóng cùng với Jason Statham và Paddy Considine. Đầu năm 2010, anh tham gia bộ phim độc lập, Flutter của đạo diễn bởi Giles Borg.
Evans đóng vai người lính ngự lâm Aramis trong phiên bản The Three Musketeers của Paul W. S. Anderson (quay năm 2010 và phát hành năm 2011). Anh vào vai chính trong phim sử thi Hy Lạp Immortals (2011) của Tarsem Singh, trong đó anh đóng thần Zeus - chúa tể của các vị thần. Cuối năm 2010, Evans tham gia 1 vai bên cạnh John Cusack trong bộ phim The Raven của James McTeigue, thay cho Jeremy Renner. Trong phim này, Evans vào vai thám tử Emmett Fields, người điều tra một loạt các vụ án giết người. Vào năm 2011, anh tham gia No One Lives, một bộ phim kinh dị tâm lý của đạo diễn Ryuhei Kitamura ở New Orleans; và bắt đầu đóng một vai trong bộ ba phần phim The Hobbit của đạo diễn Peter Jackson.
Năm 2013, Evans diễn vai nhân vật phản diện Owen Shaw trong Fast & Furious 6. Năm 2014, anh trở thành Dracula trong phim Dracula Untold. Vào tháng 6 năm 2014, anh tham gia trong dàn diễn viên của bộ phim High-Rise với Tom Hiddleston và Jeremy Irons. Năm 2015, anh lọt vào danh sách "50 người đàn ông Anh ăn mặc đẹp nhất" của tạp chí GQ.
Năm 2016, Evans xuất hiện trong phim kinh dị The Girl on the Train, đóng cùng Emily Blunt. Năm 2017, anh có vai diễn phản diện Gaston trong phim bản làm lại Beauty and the Beast (Người đẹp và quái vật) của hãng Disney, diễn chung với Emma Watson. Anh cũng đóng vai chính, William Moulton Marston, người tạo ra Wonder Woman, trong phim Professor Marston and the Wonder Women.
Năm 2018, Evans đóng vai chính John Moore, 1 họa sĩ minh họa báo trong bộ phim truyền hình The Alienist.....

## Đời tư
Vào đầu những năm 20 tuổi trong một bài báo trên tờ Gay Times của Anh, Evans tuyên bố rằng mọi người sẽ tiếp cận anh trong các quán rượu đồng tính để nói với anh rằng họ không thể tin rằng anh là người đồng tính.
Trong một cuộc phỏng vấn sau đó vào năm 2002 trên tờ The Advocate ở Mỹ, anh nói rằng mặc dù phần (khi đó) của anh (trong Taboo) là của một người đàn ông thẳng "mọi người đều biết tôi là một người đồng tính nam, và trong cuộc sống của tôi ở London, tôi chưa bao giờ cố gắng che giấu nó".
Đến cuối tuổi 30, anh ít sẵn sàng thảo luận về tính dục của mình với báo chí, khẳng định cuộc sống riêng tư của mình là riêng tư.
Anh ít thông báo về đời tư và anh cố tình che chắn gia đình mình trước báo giới. Anh đã tuyên bố trước câu hỏi về ý kiến rằng "Hollywood" có thể có vấn đề về tính dục của anh rằng cuộc sống riêng tư của anh không liên quan đến "Hollywood", và rằng "Tài năng, thành công, những gì bạn làm trong cuộc sống cá nhân của bạn — tôi không biết cái này sẽ ảnh hưởng như thế nào đến cái kia." Vì vậy, mặc dù công khai là người đồng tính kể từ cuộc phỏng vấn với Gay Times, anh hiếm khi bị gán ghép như vậy.

## Danh sách phim

### Điện ảnh
| Năm  | Phim                                      | Vai                           | Đạo diễn            | Ghi chú       |
| ---- | ----------------------------------------- | ----------------------------- | ------------------- | ------------- |
| 2002 | Taboo                                     | Billy                         |                     |               |
| 2009 | Don't Press Benjamin's Buttons            | Benjamin's Father             |                     |               |
| 2010 | Cowards and Monsters                      | Paul                          |                     |               |
| 2010 | Sex & Drugs & Rock & Roll                 | Clive Richards                | Mat Whitecross      |               |
| 2010 | Clash of the Titans                       | Apollo                        | Louis Leterrier     |               |
| 2010 | Robin Hood                                | Sheriff's Thug                | Ridley Scott        |               |
| 2010 | Tamara Drewe                              | Andy Cobb                     | Stephen Frears      |               |
| 2011 | Blitz                                     | DI Craig Stokes               | Elliott Lester      |               |
| 2011 | The Three Musketeers                      | Aramis                        | Paul W. S. Anderson |               |
| 2011 | Immortals                                 | Zeus                          | Tarsem Singh        |               |
| 2011 | Flutter                                   | Adrian                        | Giles Borg          |               |
| 2012 | Ashes                                     | Crewcut                       | Mat Whitecross      |               |
| 2012 | The Raven                                 | Inspector Emmett Fields       | James McTeigue      |               |
| 2012 | No One Lives                              | Driver                        | Ryuhei Kitamura     |               |
| 2012 | The Hobbit: An Unexpected Journey         | Girion, Lord of Dale          | Peter Jackson       |               |
| 2013 | Fast & Furious 6                          | Owen Shaw                     | Justin Lin          |               |
| 2013 | The Hobbit: The Desolation of Smaug       | Bard and Girion, Lord of Dale | Peter Jackson       |               |
| 2014 | Dracula Untold                            | Vlad III Țepeș / Dracula      | Gary Shore          |               |
| 2014 | The Hobbit: The Battle of the Five Armies | Bard                          | Peter Jackson       |               |
| 2015 | Furious 7                                 | Owen Shaw                     | James Wan           | Vai khách mời |
| 2015 | High-Rise                                 | Richard Wilder                | Ben Wheatley        |               |
| 2016 | Message from the King                     | Dr. Paul Wentworth            | Fabrice Du Welz     |               |
| 2016 | The Girl on the Train                     | Scott Hipwell                 | Tate Taylor         |               |
| 2017 | Beauty and the Beast                      | Gaston                        | Bill Condon         |               |
| 2017 | The Fate of the Furious                   | Owen Shaw                     | F. Gary Gray        | Vai khách mời |
| 2017 | Professor Marston and the Wonder Women    | William Moulton Marston       | Angela Robinson     |               |
| 2018 | State Like Sleep                          | Emile                         | Meredith Danluck    |               |
| 2018 | 10x10                                     | Lewis                         | Suzi Ewing          |               |
| 2018 | Anna                                      | �Alex Tchenkov                | Luc Besson          | [ 5 ]         |
| 2019 | Murder Mystery                            |                               |                     |               |

### Truyền hình
| Năm        | Tên phim                | Nhân vật       | Ghi chú                |
| ---------- | ----------------------- | -------------- | ---------------------- |
| 2013       | The Great Train Robbery | Bruce Reynolds | Phim truyền hình ngắn  |
| 2016, 2018 | Robot Chicken           |                | Lồng tiếng 2 tập       |
| 2017       | The Grand Tour          | Bản thân       | Khách mời; mùa 2 tập 6 |
| 2018       | The Alienist            | John Moore     | Vai Chính; 10 tập      |